# Craterestra subterminata
Craterestra subterminata là một loài bướm đêm trong họ Noctuidae.